# Carl Friedrich Philipp von Martius
Carl Friedrich Philipp von Martius (n. 17 aprilie 1794, Erlangen, Regatul Prusiei – d. 13 decembrie 1868, München, Regatul Bavariei) a fost un botanist și explorator german.
A fost trimis de regele Bavariei, Maximilian I Iosif,  într-o călătorie în Brazilia pe timp de trei ani, alături de Johann Baptist von Spix, unde a studiat flora regională, special palmierii.
În 1837 devine membru străin al Academiei Regale Suedeză de Științe.
A publicat numeroase scrieri științifice de profil, în care a descris nu numai flora din Brazilia, ci și viața amerindienilor de acolo și în special a populației Tupí.
Relatează cu lux de amănunte viața și obiceiurile localnicilor, unele din opiniile sale fiind astăzi contestate, deoarece erau influențate de rasismul conținut în poligenismul lui Christoph Meiners.